# Nalliers (Vendée)
Nalliers ist eine westfranzösische Gemeinde mit 2.372 Einwohnern (Stand: 1. Januar 2022) im Département Vendée in der Region Pays de la Loire. Nalliers gehört zum Arrondissement Fontenay-le-Comte und zum Kanton Luçon (bis 2015: Kanton L’Hermenault). Die Einwohner werden Nalliezais genannt.

## Lage
Nalliers liegt etwa 36 Kilometer nordnordwestlich von La Rochelle in der Landschaft der Vendée. Das Gemeindegebiet gehört zum Regionalen Naturpark Marais Poitevin.  Umgeben wird Nalliers von den Nachbargemeinden Saint-Étienne-de-Brillouet im Norden, Mouzeuil-Saint-Martin im Osten, Chaillé-les-Marais im Südosten, Sainte-Radégonde-des-Noyers im Süden, Moreilles im Südwesten, Sainte-Gemme-la-Plaine im Westen sowie Saint-Aubin-la-Plaine im Nordwesten.

## Bevölkerungsentwicklung
| Jahr      | 1962 | 1968 | 1975 | 1982 | 1990 | 1999 | 2006 | 2012 |
| Einwohner | 1884 | 1856 | 1749 | 1716 | 1763 | 1880 | 2110 | 2277 |

## Sehenswürdigkeiten

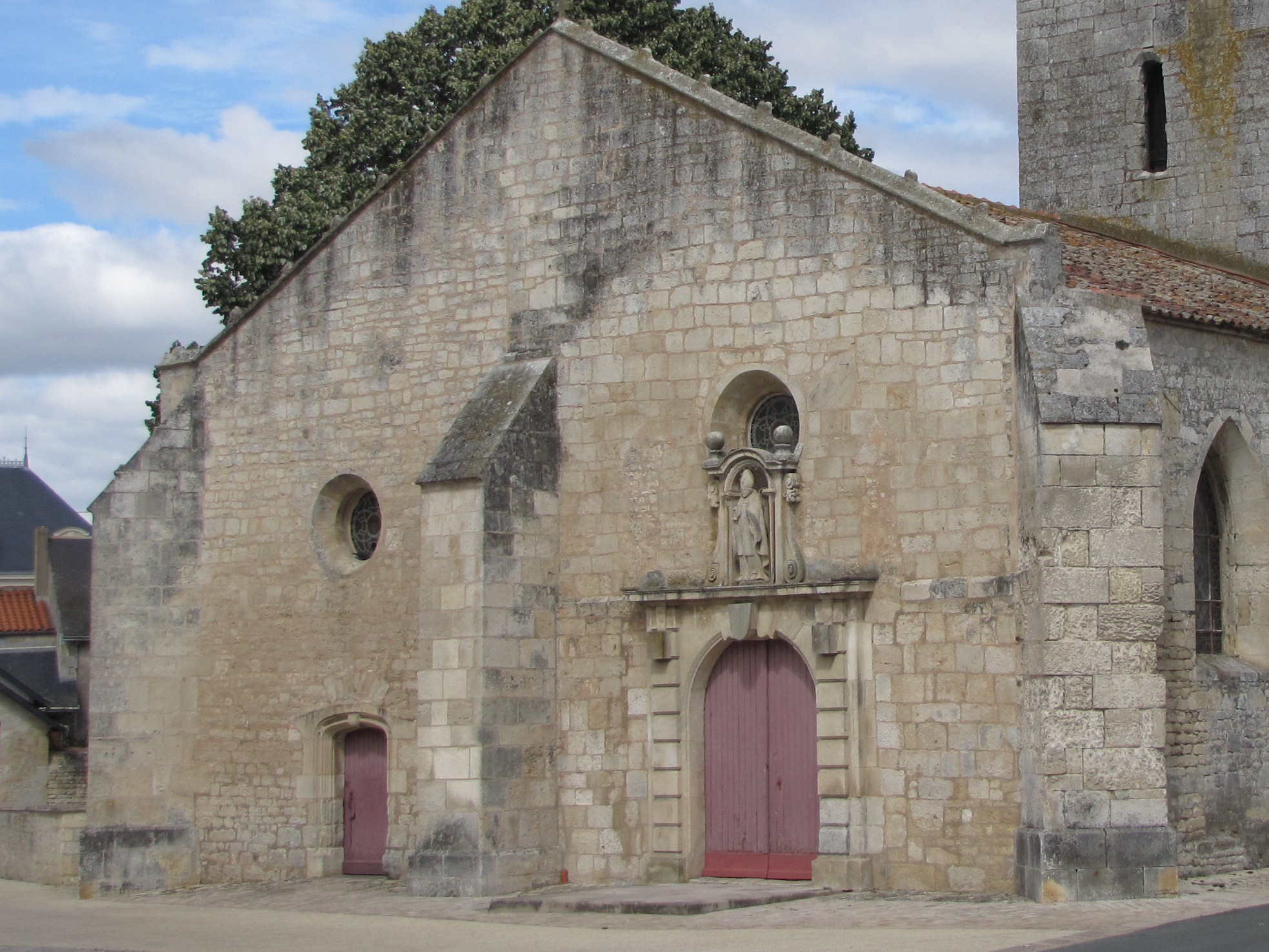
Kirche Saint-Hilaire

- Kirche Saint-Hilaire aus dem 13. Jahrhundert, Umbauten aus dem 17. und 18. Jahrhundert, Monument historique
- Schloss Ilôt-les-Tours aus der zweiten Hälfte des 17. Jahrhunderts, Monument historique

## Persönlichkeiten
- Jean Nicolas (1913–1978), Fußballspieler